# 卡斯·吉尔伯特
卡斯·吉尔伯特（Cass Gilbert，1859年11月24日—1934年5月17日）是一位美国早期摩天大楼建筑师，建造了不少布雜藝術公共建筑，如法院、图书馆、议会大厦等。其著名作品包括伍爾沃斯大樓、美國最高法院大樓、明尼苏达州议会大厦、阿肯色州議會大廈、西維吉尼亞州議會大廈、底特律公共图书馆、圣路易斯艺术博物馆和公共图书馆等。

## 早年
吉尔伯特出生于俄亥俄州曾斯维尔，家里三子中的老二，其名来自远亲刘易斯·卡斯。吉尔伯特的父亲塞缪尔·吉尔伯特是曾参加南北战争，也是美国海岸调查局的一名测量员。他的叔叔是查尔斯·钱皮恩·吉尔伯特将军。九岁时，吉尔伯特一家搬到了明尼苏达州的圣保罗，父亲去世后，他由母亲抚养长大，自小是长老会信徒。自瑪卡萊斯特學院辍学后，他在17岁时进入圣保罗的亚伯拉罕·M·拉德克利夫建筑事务所，1878年又进入麻省理工学院攻读建筑专业。

## 职业生涯
吉尔伯特曾在麦金米德与怀特建筑师事务所工作过一段时间，然后开始与詹姆斯·诺克斯·泰勒共事。他设计了多个火车站，包括现存的小瀑布车站，此外也设计了明尼苏达州议会大厦等政府建筑。从1882年到1898年，他一直在明尼苏达州工作。
明尼苏达州议会大厦使吉尔伯特在全国出名，因此他在1898年前往纽约发展，并设计了亞歷山大·漢密爾頓海關大廈。1910年到1916年，他在美國美術委員會任职，1906年他被选为美国国家设计学院准院士，1908年成为院士，1926年到1933年担任院长。他于1934年当选为美國哲學會院士。
从1924年到1934年去世，他一直是卡内基科学研究所的董事。

## 影响

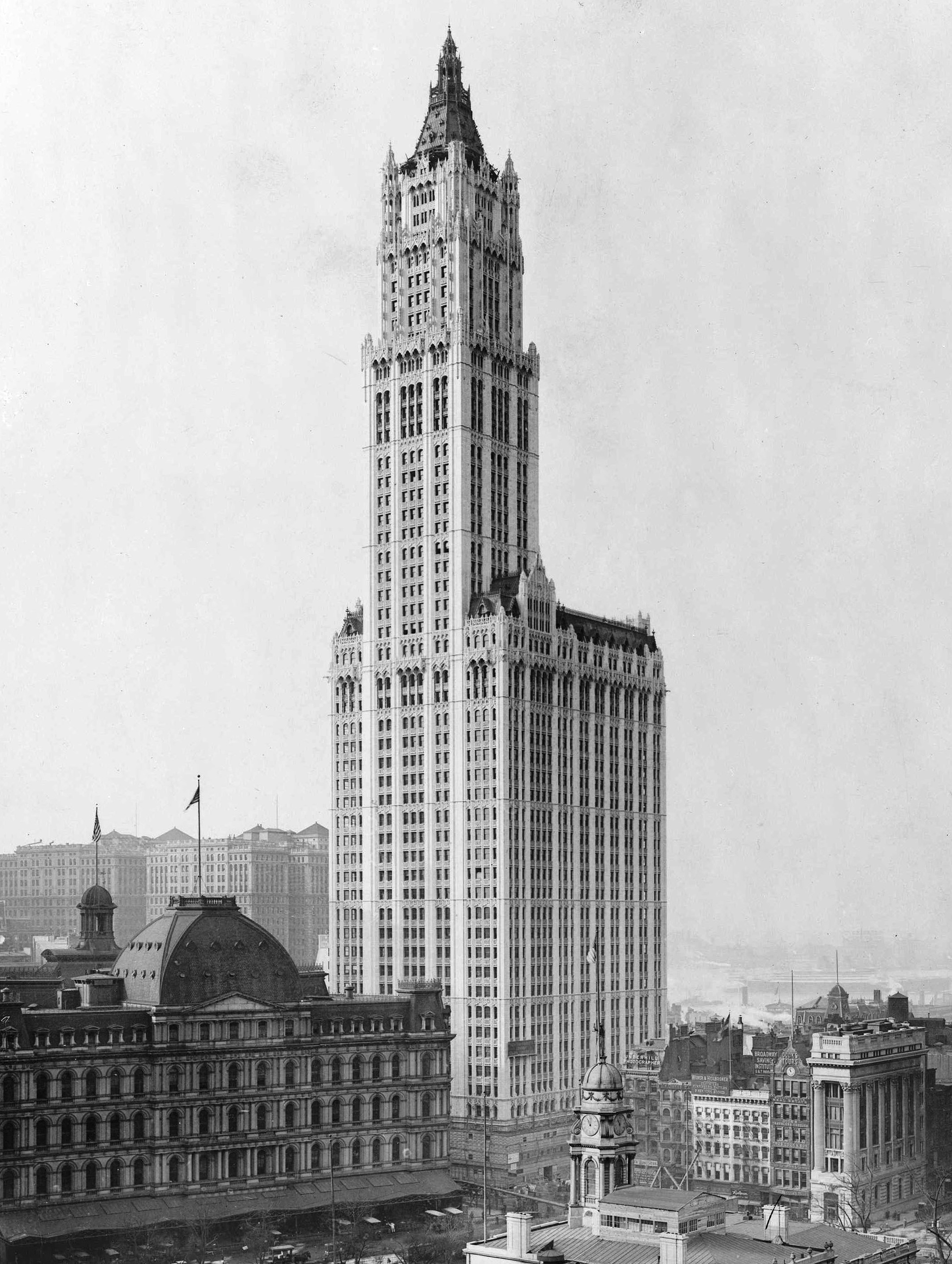
纽约市的伍爾沃斯大樓建于1913年，当时是世界上最高的建筑。

吉尔伯特是摩天大楼的先驱，伍爾沃斯大樓是其名作，备受赞誉。但吉尔伯特在给一位同事的信中写道：“有时我真希望我从未建造过伍尔沃斯大楼，因为我担心它可能会被视为我唯一的作品，而你我都知道，无论它在大小和某些方面如何，它终究只是一座摩天大楼而已。” 